# Вулиця Івана Багряного (Кременчук)
Ву́лиця Івана Багряного — одна з вулиць Кременчука. Протяжність близько 270 метрів. До вересня 2022 року носила ім'я Левітана.

## Розташування
Вулиця розташована на Третьому занасипі. Починається з вул. Максима Кривоноса та прямує на північний схід, де входить у пров. Мічуріна.